# Shen Yang
Shen Yang (沈阳; 沈陽; Shěn Yáng), född 23 januari 1989 i Nanjing, i provinsen Jiangsu i östra Kina, är en kinesisk schackspelare som är internationell mästare (IM) och stormästare för damer (WGM).
Hon erövrade guldmedalj med det kinesiska laget i Världsmästerskapet för damlag 2007 och har tävlat i flera av knock out-turneringarna i Världsmästerskapet för damer. Bäst har hon lyckats i mästerskapstävlingarna 2008, där hon slogs ut först i fjärde ronden (kvartsfinalen) mot indiskan Humpy Koneru. Shen Yang blev vidare kinesisk mästarinna 2009.

## Schackkarriär
2001 vann Shen Yang Världsmästerskapet för unga i sektionen flickor under 12 år i Spanien.
Som 16-åring spelade Shen Yang i Världsmästerskapet för lag 2005 i öppna klassen, där ett kinesiskt damlag deltog. Hon åstadkom en riktig skräll när hon, med rating 2326, besegrade den ryske stormästaren Sergej Rublevsky som hade rating 2652.
I oktober 2006 vann Shen Yang damklassen av Världsmästerskapet för juniorer i Yerevan, Armenien.
2007 var Shen Yang medlem i det kinesiska lag som vann det första Världsmästerskapet i schack för damlag, tillsammans med Huang Qian, Hou Yifan, Ruan Lufei och Zhao Xue i Jekaterinburg i Ryssland. Hon spelade vid bord 4 och nådde resultatet 81,3 vinstprocent via 5 vinster, 3 remier och ingen förlust.
I Världsmästerskapet för damer har Shen Yang tävlat 2006, 2008, 2012, 2015 och 2017.
2006 förlorade hon redan i första ronden mot ukrainskan Natalia Zhukova med 2½-3½. 2008 nådde hon kvartsfinal, där hon förlorade med 0-2 mot indiskan Humpy Koneru. 2012 förlorade hon åter i första ronden, mot landsmaninnan Huang Qian, med ½-1½ i poäng. 2015 vann hon första ronden, men förlorade i den andra mot ryskan Alexandra Kosteniuk med ½-1½.  2017 vann hon de två första ronderna, men förlorade i den tredje mot georgiskan Nana Dzagnidze med ½-1½.
2009 blev Shen Yang kinesisk mästarinna, genom att ta hem segern i Kinesiska schackmästerskapet för damer med poängen 9/11. 2014 erövrade hon silver, genom att komma tvåa efter Ju Wenjun, liksom 2015, när hon blev tvåa efter Tan Zhongyi.
Shen Yang spelar för Jiangsus schackklubb i den kinesiska ligan (CCL).